# Hyaenasuchus whaitsi
Hyaenasuchus whaitsi è un terapside estinto, appartenente ai terocefali. Visse nel Permiano medio (circa 265 - 260 milioni di anni fa) e i suoi resti fossili sono stati ritrovati in Sudafrica.

## Descrizione
Questo animale era di grandi dimensioni: il solo cranio era lungo circa 25 centimetri e si suppone che l'intero animale potesse raggiungere i due metri di lunghezza. Il cranio era dotato di un muso allungato, orbite piccole e grandi finestre temporali che si aprivano in alto e lateralmente. Hyaenasuchus era caratterizzato dalla presenza di doppi canini su ogni ramo mascellare: questi canini erano eccezionalmente sviluppati, sia in lunghezza che in robustezza, ed erano più robusti rispetto a quelli dell'affine Trochosaurus. Il cranio stesso era più robusto, e l'occipite era più inclinato verso il basso rispetto a quello di Trochosaurus. 

## Classificazione
Hyaenasuchus whaitsi venne descritto per la prima volta da Robert Broom nel 1908, sulla base di resti fossili ritrovati in Sudafrica in terreni del Permiano medio (Capitaniano, "zona a Tapinocephalus") in un luogo noto come Rietfontein. Hyaenasuchus (il cui nome significa "coccodrillo iena") è un rappresentante piuttosto arcaico dei terocefali, un gruppo di terapsidi molto differenziati, vissuti tra il Permiano e il Triassico. Hyaenasuchus era uno dei terocefali più antichi e anche uno dei più basali. Altri terocefali affini sono il già citato Trochosaurus e l'ancor più arcaico Lycosuchus.

## Paleoecologia
Hyaenasuchus doveva essere uno dei più grandi ed efficienti carnivori del suo ambiente, grazie ai potenti doppi canini superiori simili a zanne. 